# 锄足蟾
锄足蟾是數種分布於地中海、北非和西亞的蟾蜍。
後足有銳利、黑色、鏟形的凸出物，可以用來挖土。皮膚粗糙。夜行性動物，瞳孔垂直。

## 種類
共有4種：
- 强刃锄足蟾 - P. cultripes (Cuvier, 1829)
- 棕色锄足蟾 - P. fuscus (Laurenti, 1768)
- 叙利亚锄足蟾 - P. syriacus Boettger, 1889
- 瓦拉锄足蟾 - P. varaldii Pasteur and Bons, 1959